# Grand Prix Formule 1 van Bahrein 2019
De Grand Prix Formule 1 van Bahrein 2019 werd gehouden op 31 maart op het Bahrain International Circuit. Het was de tweede race van het seizoen 2019.

## Vrije trainingen
- Er wordt enkel de top-5 weergegeven.

| Vrije training 1 | Pos | No | Coureur          | Constructeur   | Tijd     |
| ---------------- | --- | -- | ---------------- | -------------- | -------- |
| Vrije training 1 | 1   | 16 | Charles Leclerc  | Ferrari        | 1:30.354 |
| Vrije training 1 | 2   | 5  | Sebastian Vettel | Ferrari        | 1:30.617 |
| Vrije training 1 | 3   | 77 | Valtteri Bottas  | Mercedes       | 1:31.328 |
| Vrije training 1 | 4   | 44 | Lewis Hamilton   | Mercedes       | 1:31.601 |
| Vrije training 1 | 5   | 33 | Max Verstappen   | Red Bull-Honda | 1:31.673 |
| Vrije training 2 | Pos | No | Coureur          | Constructeur   | Tijd     |
| Vrije training 2 | 1   | 5  | Sebastian Vettel | Ferrari        | 1:28.846 |
| Vrije training 2 | 2   | 16 | Charles Leclerc  | Ferrari        | 1:28.881 |
| Vrije training 2 | 3   | 44 | Lewis Hamilton   | Mercedes       | 1:29.449 |
| Vrije training 2 | 4   | 77 | Valtteri Bottas  | Mercedes       | 1:29.557 |
| Vrije training 2 | 5   | 27 | Nico Hülkenberg  | Renault        | 1:29.669 |
| Vrije training 3 | Pos | No | Coureur          | Constructeur   | Tijd     |
| Vrije training 3 | 1   | 16 | Charles Leclerc  | Ferrari        | 1:29.569 |
| Vrije training 3 | 2   | 5  | Sebastian Vettel | Ferrari        | 1:29.738 |
| Vrije training 3 | 3   | 44 | Lewis Hamilton   | Mercedes       | 1:30.334 |
| Vrije training 3 | 4   | 77 | Valtteri Bottas  | Mercedes       | 1:30.389 |
| Vrije training 3 | 5   | 8  | Romain Grosjean  | Haas-Ferrari   | 1:30.818 |

## Kwalificatie
Charles Leclerc behaalde in de Ferrari de eerste pole position uit zijn Formule 1-carrière door zijn teamgenoot Sebastian Vettel te verslaan. De Mercedes-coureurs Lewis Hamilton en Valtteri Bottas kwalificeerden zich als derde en vierde. Red Bull-coureur Max Verstappen werd vijfde met slechts vijf duizendste van een seconde voorsprong op de als zesde gekwalificeerde Haas-rijder Kevin Magnussen. McLaren-coureur Carlos Sainz jr. werd zevende, voor Romain Grosjean. Alfa Romeo-coureur Kimi Räikkönen en McLaren-rijder Lando Norris maakten de top 10 compleet.
Na afloop van de kwalificatie ontving Romain Grosjean een straf van drie startplaatsen omdat hij in het eerste deel van de kwalificatie Lando Norris hinderde tijdens diens kwalificatieronde.
| Pos                 | No | Coureur            | Constructeur              | Q1       | Q2       | Q3       | Grid |
| ------------------- | -- | ------------------ | ------------------------- | -------- | -------- | -------- | ---- |
| 1                   | 16 | Charles Leclerc    | Ferrari                   | 1:28.495 | 1:28.046 | 1:27.866 | 1    |
| 2                   | 5  | Sebastian Vettel   | Ferrari                   | 1:28.733 | 1:28.356 | 1:28.160 | 2    |
| 3                   | 44 | Lewis Hamilton     | Mercedes                  | 1:29.262 | 1:28.578 | 1:28.190 | 3    |
| 4                   | 77 | Valtteri Bottas    | Mercedes                  | 1:29.498 | 1:28.830 | 1:28.256 | 4    |
| 5                   | 33 | Max Verstappen     | Red Bull-Honda            | 1:29.579 | 1:29.109 | 1:28.752 | 5    |
| 6                   | 20 | Kevin Magnussen    | Haas-Ferrari              | 1:29.532 | 1:29.017 | 1:28.757 | 6    |
| 7                   | 55 | Carlos Sainz jr.   | McLaren-Renault           | 1:29.528 | 1:29.055 | 1:28.813 | 7    |
| 8                   | 8  | Romain Grosjean    | Haas-Ferrari              | 1:29.688 | 1:29.249 | 1:29.015 | 11   |
| 9                   | 7  | Kimi Räikkönen     | Alfa Romeo-Ferrari        | 1:29.959 | 1:29.471 | 1:29.022 | 8    |
| 10                  | 4  | Lando Norris       | McLaren-Renault           | 1:29.381 | 1:29.258 | 1:29.043 | 9    |
| 11                  | 3  | Daniel Ricciardo   | Renault                   | 1:29.859 | 1:29.488 |          | 10   |
| 12                  | 23 | Alexander Albon    | Toro Rosso-Honda          | 1:29.514 | 1:29.513 |          | 12   |
| 13                  | 10 | Pierre Gasly       | Red Bull-Honda            | 1:29.900 | 1:29.526 |          | 13   |
| 14                  | 11 | Sergio Pérez       | Racing Point-BWT Mercedes | 1:29.893 | 1:29.756 |          | 14   |
| 15                  | 26 | Daniil Kvjat       | Toro Rosso-Honda          | 1:29.876 | 1:29.854 |          | 15   |
| 16                  | 99 | Antonio Giovinazzi | Alfa Romeo-Ferrari        | 1:30.026 |          |          | 16   |
| 17                  | 27 | Nico Hülkenberg    | Renault                   | 1:30.034 |          |          | 17   |
| 18                  | 18 | Lance Stroll       | Racing Point-BWT Mercedes | 1:30.217 |          |          | 18   |
| 19                  | 63 | George Russell     | Williams-Mercedes         | 1:31.759 |          |          | 19   |
| 20                  | 88 | Robert Kubica      | Williams-Mercedes         | 1:31.799 |          |          | 20   |
| 107% tijd: 1:34.690 |    |                    |                           |          |          |          |      |

## Wedstrijd
De race werd gewonnen door Lewis Hamilton, die zijn eerste overwinning van het seizoen behaalde. Valtteri Bottas eindigde op de tweede plaats, terwijl de van pole gestarte Charles Leclerc derde werd. Leclerc kampte tijdens de laatste vijftien ronden van de race met een motorprobleem, waardoor hij de leiding in de race kwijtraakte. Max Verstappen eindigde als vierde, terwijl Sebastian Vettel na een spin en een extra pitstop vijfde werd. Lando Norris behaalde met een zesde plaats de eerste punten uit zijn Formule 1-carrière. Kimi Räikkönen eindigde op de zevende plaats, terwijl Red Bull-rijder Pierre Gasly op de achtste plaats zijn eerste punten van het seizoen behaalde. De top 10 werd afgesloten door Toro Rosso-coureur Alexander Albon, die eveneens zijn eerste Formule 1-punten behaalde, en Racing Point-coureur Sergio Pérez. De race kende een geneutraliseerd einde nadat beide Renault-coureurs in de slotfase uitvielen met verschillende problemen.
| Pos. | No. | Coureur            | Constructeur              | Rondes | Tijd/Oorzaak uitval | Grid | Punten |
| ---- | --- | ------------------ | ------------------------- | ------ | ------------------- | ---- | ------ |
| 1    | 44  | Lewis Hamilton     | Mercedes                  | 57     | 1:34.21.295         | 3    | 25     |
| 2    | 77  | Valtteri Bottas    | Mercedes                  | 57     | +2.980              | 4    | 18     |
| 3    | 16  | Charles Leclerc    | Ferrari                   | 57     | +6.131              | 1    | 16S    |
| 4    | 33  | Max Verstappen     | Red Bull-Honda            | 57     | +6.408              | 5    | 12     |
| 5    | 5   | Sebastian Vettel   | Ferrari                   | 57     | +36.068             | 2    | 10     |
| 6    | 4   | Lando Norris       | McLaren-Renault           | 57     | +45.754             | 9    | 8      |
| 7    | 7   | Kimi Räikkönen     | Alfa Romeo-Ferrari        | 57     | +47.470             | 8    | 6      |
| 8    | 10  | Pierre Gasly       | Red Bull-Honda            | 57     | +58.094             | 13   | 4      |
| 9    | 23  | Alexander Albon    | Toro Rosso-Honda          | 57     | +1:02.697           | 12   | 2      |
| 10   | 11  | Sergio Pérez       | Racing Point-BWT Mercedes | 57     | +1:03.696           | 14   | 1      |
| 11   | 99  | Antonio Giovinazzi | Alfa Romeo-Ferrari        | 57     | +1:04.599           | 16   |        |
| 12   | 26  | Daniil Kvjat       | Toro Rosso-Honda          | 56     | +1 ronde            | 15   |        |
| 13   | 20  | Kevin Magnussen    | Haas-Ferrari              | 56     | +1 ronde            | 6    |        |
| 14   | 18  | Lance Stroll       | Racing Point-BWT Mercedes | 56     | +1 ronde            | 18   |        |
| 15   | 63  | George Russell     | Williams-Mercedes         | 56     | +1 ronde            | 19   |        |
| 16   | 88  | Robert Kubica      | Williams-Mercedes         | 55     | +2 ronden           | 20   |        |
| 17   | 27  | Nico Hülkenberg    | Renault                   | 53     | Motor               | 17   |        |
| 18   | 3   | Daniel Ricciardo   | Renault                   | 53     | Elektrisch          | 10   |        |
| 19   | 55  | Carlos Sainz jr.   | McLaren-Renault           | 53     | Versnellingsbak     | 7    |        |
| DNF  | 8   | Romain Grosjean    | Haas-Ferrari              | 16     | Schade ongeluk      | 11   |        |

S Charles Leclerc behaalde een extra punt voor het rijden van de snelste ronde.

## Tussenstanden wereldkampioenschap
Betreft tussenstanden voor het wereldkampioenschap na afloop van de race.

### Coureurs
| Positie | No. | Rijder           | Team               | Punten |
| ------- | --- | ---------------- | ------------------ | ------ |
| 01      | 77  | Valtteri Bottas  | Mercedes           | 44     |
| 02      | 44  | Lewis Hamilton   | Mercedes           | 43     |
| 03      | 33  | Max Verstappen   | Red Bull-Honda     | 27     |
| 04      | 16  | Charles Leclerc  | Ferrari            | 26     |
| 05      | 5   | Sebastian Vettel | Ferrari            | 22     |
| 06      | 7   | Kimi Räikkönen   | Alfa Romeo-Ferrari | 10     |
| 07      | 4   | Lando Norris     | McLaren-Renault    | 08     |
| 08      | 20  | Kevin Magnussen  | Haas-Ferrari       | 08     |
| 09      | 27  | Nico Hülkenberg  | Renault            | 06     |
| 10      | 10  | Pierre Gasly     | Red Bull-Honda     | 04     |

### Constructeurs
| Positie | Team                      | Punten |
| ------- | ------------------------- | ------ |
| 01      | Mercedes                  | 87     |
| 02      | Ferrari                   | 48     |
| 03      | Red Bull-Honda            | 31     |
| 04      | Alfa Romeo-Ferrari        | 10     |
| 05      | McLaren-Renault           | 08     |
| 06      | Haas-Ferrari              | 08     |
| 07      | Renault                   | 06     |
| 08      | Toro Rosso-Honda          | 03     |
| 09      | Racing Point-BWT Mercedes | 03     |
| 10      | Williams-Mercedes         | 0      |